# ویلیام سیلیگ
ویلیام نیکلاس سیلیگ (انگلیسی: William Nicholas Selig؛ ‏ ۱۴ مارس ۱۸۶۴ – ۱۵ ژوئیه ۱۹۴۸) تهیه‌کنندهٔ لهستانی‌تبار آمریکایی و یکی از پیشگامان صنعت سینما در ایالات متحده آمریکا بود.
از فیلم‌هایی که وی در آن‌ها نقش داشته‌است، می‌توان به ولگرد و سگ، یک چیز خوب – بوسه کاکا سیاه، آسایشگاه مسلولین، تولد خانم جونز، جادوگر شهر از، ماجراهای کاتلین و بچهٔ بن اشاره نمود.